# チェレット・ロメッリーナ
チェレット・ロメッリーナ（伊: Ceretto Lomellina）は、イタリア共和国ロンバルディア州パヴィーア県にある、人口約200人の基礎自治体（コムーネ）。

## 地理

### 位置・広がり

#### 隣接コムーネ
隣接するコムーネは以下の通り。
- カステッロ・ダゴーニャ
- カステルノヴェット
- モルターラ
- ニコルヴォ
- サンタンジェロ・ロメッリーナ

### 気候分類・地震分類
気候分類では、zona E, 2641 GGに分類される。
また、イタリアの地震リスク階級 (it) では、zona 4 (sismicità molto bassa) に分類される
。